# Луанда (футбольний клуб)
Футебол Клубе ді Луанда або просто ФК «Луанда» (порт. Futebol Clube de Luanda) — ангольський футбольний клуб з Луанди, заснований 1933.

## Історія клубу
Заснований 30 січня 1933 року як філія португальського клубу Порту, клуб був неактивним після здобуття незалежності Анголою та є лише кілька незначних відрізків часу, коли клуб виступав на серйозному рівні. Головне завдання клубу — залучити до футболу молодих людей з таких кримінальних районів Луанди як Віана, Есталагем та Мама Горда.

## Стадіон
Клуб був законним власником стадіону «Ештадіу да Сідадела», який було відкрито 10 червня 1972 року, перш ніж він був націоналізований незабаром після здобуття незалежності Анголою.

## Відомі гравці
- Жозе Едуарду душ Сантуш
- Даніель Гонсалвіш Ндунгуїді